# Deichsel

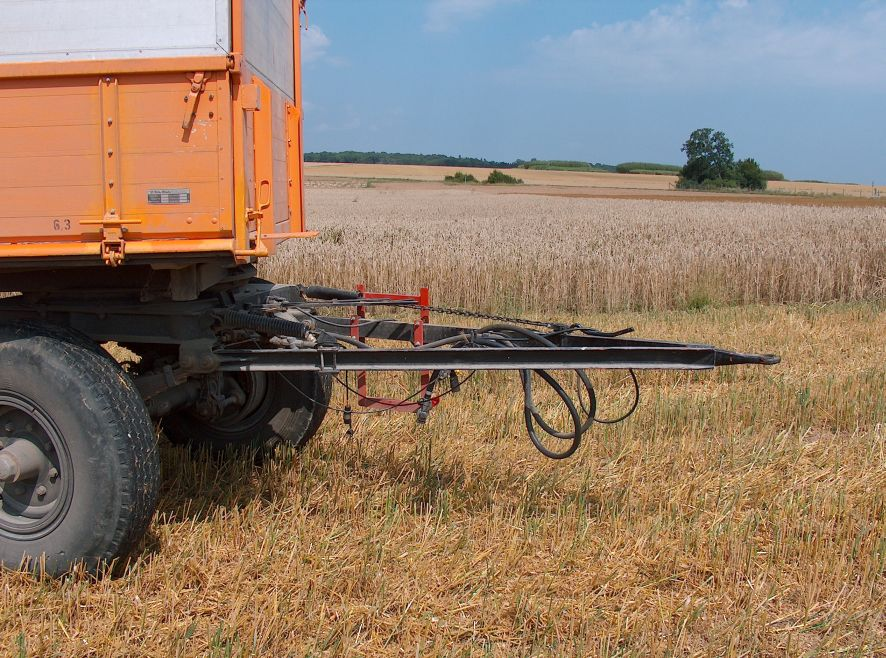
Deichsel eines landwirtschaftlichen Anhängers

Als Deichsel bezeichnet man die Zug- und Lenkvorrichtung an gezogenen Fahrzeugen. Sie ist bei  Anhängern mit einer oder mehreren zentral angeordneten Achsen fest mit dem Fahrzeug verbunden und bei mehrachsigen Anhängern mit Drehschemellenkung beweglich am Lenkkranz der Vorderachse befestigt.
Bei Anhängern ist sie üblicherweise aus Metall und bildet die Verbindung zur Anhängerkupplung des Zugfahrzeugs. Bei Kutschen oder Handwagen kann sie auch aus Holz bestehen. Bei Pferdewagen gibt es eine Deichselbrille, an der die sogenannten Aufhalter für die Zugtiere befestigt werden.

## Fuhrwerke

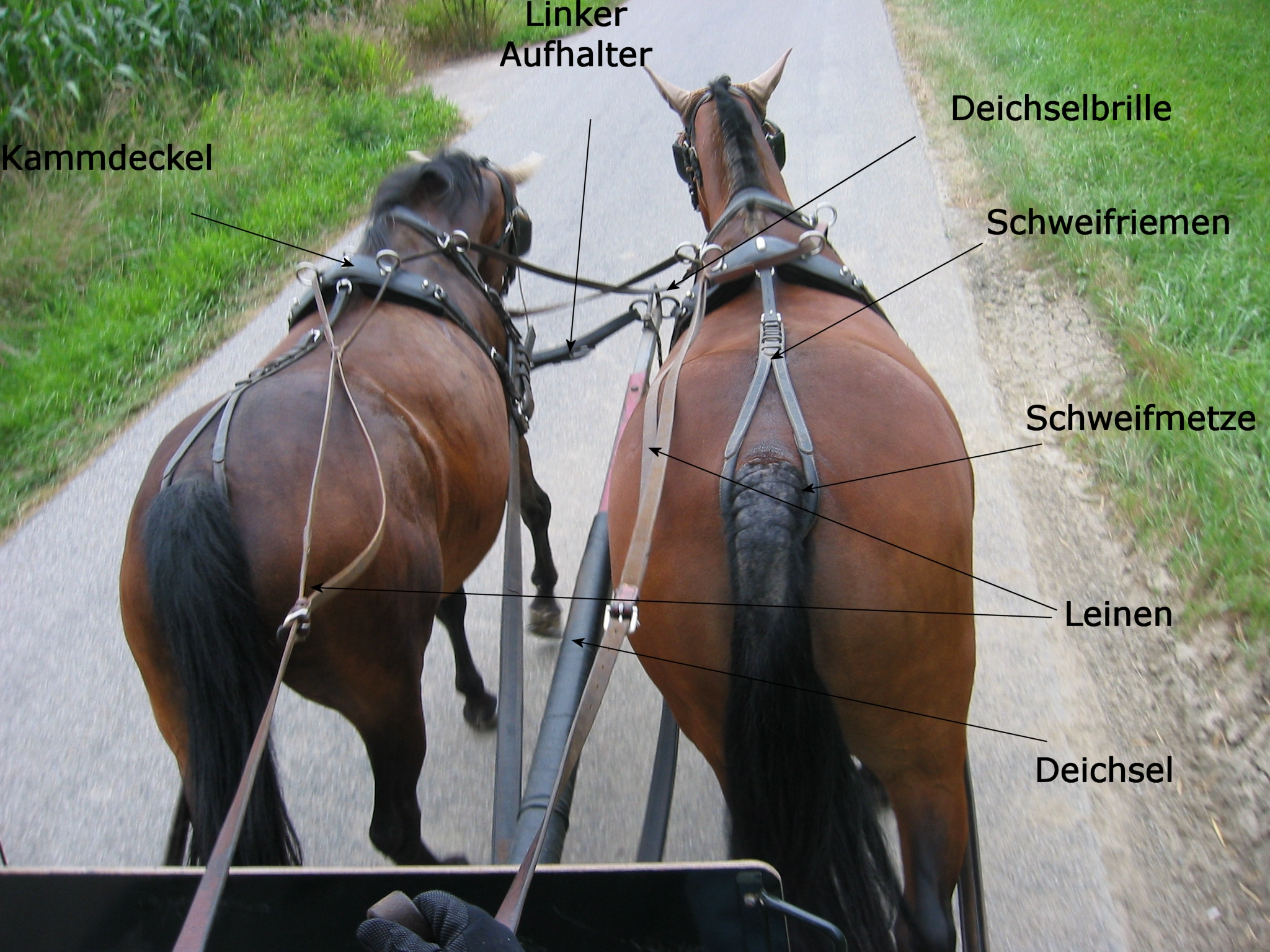
Deichsel beim Zweispänner

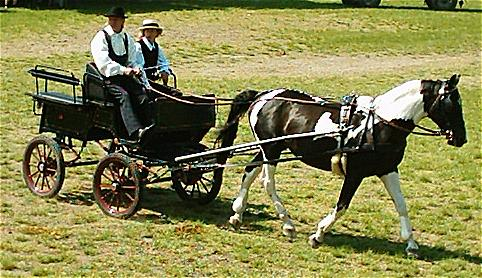
Fahrsport: Einspänner mit Schere

Deichseln an Fuhrwerken dienen den Zugtieren nicht zum Ziehen, sondern zum Aufhalten (Bremsen) und Betätigen des Drehschemels. Das Fuhrwerk wird über Stränge gezogen, die am Wagen befestigt werden. 
Eine Deichsel wird verwendet, wenn zwei Tiere den Wagen aufhalten sollen. Sie werden symmetrisch rechts und links der Deichsel eingespannt und können dann mit Hilfe der Aufhalter das Fuhrwerk bremsen, damit das Fahrzeug nicht von hinten auffährt. Je nach Art des Fuhrwerks und der Zugtiere werden zusätzlich Bremsen benötigt.
Bei Fahrzeugen mit einer ungeraden Anzahl von Stangenpferden, beziehungsweise Scherenpferden, oder anderen Zugtieren, welche in der ersten Reihe vor dem Fuhrwerk gehen, wird statt einer Deichsel eine Schere verwendet, damit die Symmetrie erhalten bleibt. Eine Schere besteht aus zwei Stangen aus Holz oder Metall, auch Anzen oder Bäume genannt, die je nach Anspannung entweder am Wagen (Dockenanspannung) oder an der Sprengwaage befestigt sind. Die Schere kann nach oben geklappt werden, um das Zugtier vor den Wagen zu stellen. Anschließend werden die Anzen heruntergeklappt und am Geschirr befestigt.
Meistens sind Scheren und Deichseln abnehmbar, damit die Wagen in der Remise weniger Platz benötigen.
Gabel oder Anze bzw. Anse sind mundartliche Ausdrücke für Schere. Der Ausdruck Gabeldeichsel wird in Meyers Konversations-Lexikon von 1885–1892 als Bezeichnung für Schere aufgeführt.
Leichte Rennsulkys werden direkt mit der Schere gezogen, es gibt bei der Anspannung für Trabrennen weder Stränge noch Ortscheite.

## Elektronische Deichsel
Unter einer elektronischen Deichsel versteht man die nicht-taktile Koppelung von Fahrzeugen (meist Nutzfahrzeuge) mit Hilfe von Elektronik und Computertechnik. Die hinteren Fahrzeuge folgen dabei dem Führungsfahrzeug automatisch, als ob sie mit einer realen Deichsel an das Führungsfahrzeug angekoppelt wären. Dies erfordert umfassende Sensorik (z. B. für Abstandsmessung und Bild-/Mustererkennung) sowie spezielle Software.
Elektronische Deichseln befinden sich derzeit noch in der Entwicklung. Sie sollen es ermöglichen, eine Kolonne von Fahrzeugen mit geringem Abstand und nur einem Fahrer zu steuern und dabei aufgrund des geringeren Luftwiderstandes weniger Treibstoff zu verbrauchen.

## Historisches
Das Deichselrecht bezeichnet eine frühere Dienstbarkeit, bei der die Deichsel eines auf dem eigenen Grundstück abgestellten Wagens auf den Nachbargrund reichen durfte. 
Bei historischen Nachläufern gibt es die Schwiggdeichsel die von dem Schwigger bedient wurde.